# إبستين لم يقتل نفسه

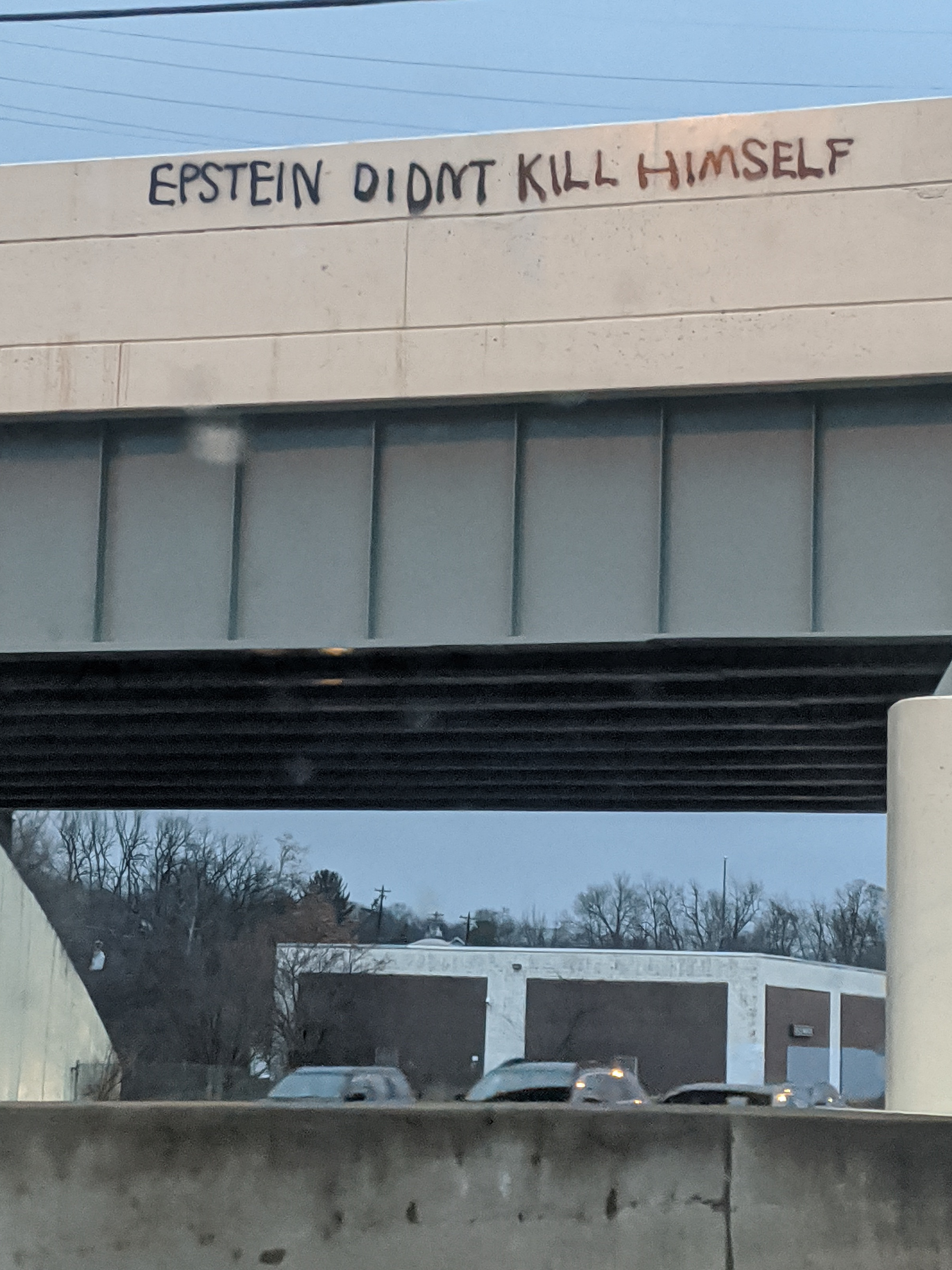
عبارة إبستاين لم يقتل نفسه على الطريق السريع 71 في سينسيناتي

إبستاين لم يقتل نفسه (بالإنجليزية: Epstein didn't kill himself)، عبارة تشير إلى نظريات مؤامرة مختلفة تحيط بوفاة جيفري إبستاين والتي تعارض الحكم الرسمي بالانتحار شنقًا. كان إبستاين ممولًا أمريكيًا أُدين بارتكاب جرائم جنسية مرتبطة بالعديد من الشخصيات القوية والثرية الأخرى، وقد خلّف انتحاره نظريات عديدة حول الطبيعة الحقيقية لوفاته وسببها. أصبحت العبارة نفسها ميم على الإنترنت وانتشرت بشكل واسع في نوفمبر من عام 2019 إذ نُشرت أخبار عن الظروف المحيطة بوفاته. تؤكد نظرية المؤامرة الأكثر شيوعًا المحيطة بوفاته أن السبب الحقيقي كان القتل خنقًا، والذي رُتّب من قبل واحد أو أكثر من المتآمرين لإسكاته.

## نظرة عامة
الفكرة الأساسية للميم هي تضمين عبارة (إبستاين لم يقتل نفسه) في سياقات غير متوقعة، مثل: تعليق صورة للرسام بوب روس أو في نهاية منشور على وسائل التواصل الاجتماعي. ظهرت الميم في العديد من الألعاب الرياضية المتلفزة على شكل لافتات وأجسام مرسومة، وعمل العديد من الأشخاص على مقاطعة العبارة بشكل عشوائي في نهاية المقابلات.

## الخلفية
في 10 أغسطس 2019، عُثر على الممول الأمريكي والمجرم المدان جيفري إبستاين غير واعٍ في زنزانته في مركز متروبوليتان الإصلاحي إذ كان ينتظر المحاكمة بتهم جديدة تتعلق بالاتجار بالجنس. وفقًا لوزارة العدل، بيان رسمي من المكتب الفيدرالي للسجون، نُقل إلى مستشفى محلي لتلقي العلاج، وبعد ذلك أعلن عن وفاته من قبل طاقم المستشفى، وصفوه بالانتحار. طعن محامو إبستاين في هذا الاستنتاج وفتحوا تحقيقهم الخاص. عيّن مارك شقيق إبستاين أخصائي الطب الشرعي المعتمد من مجلس الإدارة مايكل بادن للإشراف على تشريح الجثة. في أواخر أكتوبر، أعلن بادن أن تشريح الجثة كان أكثر دلالة على الاختناق بالقتل من الشنق الانتحاري. أجرى كل من مكتب التحقيقات الفيدرالي والمفتش العام بوزارة العدل الأمريكية تحقيقات في ملابسات وفاته، واتهم الحراس المناوبون فيما بعد بالتآمر وتزوير السجلات.
نظرًا لانتهاكات إجراءات السجن العادية ليلة وفاته ومعرفة إبستاين المزعومة بالمساومة على المعلومات حول الأشخاص ذوي النفوذ، أثارت وفاته شكوكًا حول انتحاره الواضح وتكهنات بأنه قُتل.

## بلوغها الثقافة الشعبية الرئيسية

### جوائز غولدن غلوب 2020
في المونولوج الافتتاحي في حفل توزيع جوائز غولدن غلوب رقم 77، قال المضيف والممثل الكوميدي ريكي جيرفيه مازحًا أن الشخصية الانتحارية في برنامجه بعد الحياة ستعود للموسم الثاني. وأضاف: في النهاية، من الواضح أنه لم يقتل نفسه - تمامًا مثل جيفري إبستاين، أعرف أنه صديقك، لكنني لا أهتم.

### المنصات
نُشرت الميم من قبل الأفراد على عدد من المنصات بما في ذلك فيسبوك وتويتر. استخدم مضيف البودكاست جو روغان وشخصية الإنترنت تانك سيناترا الإنستغرام لنشر الميم إلى المتابعين، والذي شمل مايك ريتلاند في حالة روغان. ظهرت الميم (إبستاين لم يقتل نفسه) أيضًا في مقاطع فيديو تيك توك، والتي يتردد عليها شريحة من المستخدمين الأصغر سنًا. تضمنت القناة الشهيرة لجيري ريغ على يوتيوب تعليقًا على مقطع فيديو يقول: إذا ألقيت نظرة دقيقة، فمن السهل جدًا رؤية إبستاين لم يقتل نفسه.
كتب العديد من المستخدمين على تطبيقات المواعدة، مثل تيندر، في ملفاتهم الشخصية أن قبول شخص فرضية الميم من عدمه هو أمر يفسد الفكرة الأساسية. في احتفال ماردي غرا 2020 في نيو أورلينز، ظهر موكب بعوامة كبيرة مع تماثيل إبستاين وهيلاري كلينتون.

### حوادث التخريب
رُبطت العبارة بالعديد من حوادث التخريب بما في ذلك ظهورها على لافتات الطرق والجسور في جميع أنحاء البلاد. شهدت إحدى الحوادث المذكورة رسم الميم على صخرة بارتفاع 7 أقدام بشكل مرئي للمسافرين على طريق ولاية واشنطن 9 في سنوهوميش، ما تسبب في إثارة بعض الجدل في المجتمع المحلي.
خُرّب موقع القطعة الفنية الشهيرة في آرت بازل في ميامي (الموزة التي أُلصقت على الحائط) بعد أن كتب رودريك ويبر عبارة (إبستاين لم يقتل نفسه) بواسطة قلم حمرة أحمر على الحائط الموجودة عليه، قُبض على ويبر بتهمة الأذى الإجرامي، وقد أمضى ليلة في السجن.

## ردود الفعل
عبّر سكوت سيمون عن قلقه من أن نشر القصص الإخبارية حول الميم قد ينشر معلومات مضللة. حاول المدعون الفدراليون منع انتشار النظرية، لكن وكالة أسوشيتيد برس ذكرت إن عبارة (إبستاين لم يقتل نفسه) قد أخذت منحى خاص بها - في بعض الأحيان كانت تمثل ثقافة شعبية أكثر من اعتقاد حقيقي.
استشهد الكاتب جيمس بولوس بتقدم وسائل التواصل الاجتماعي وتنامي المشاعر الشعبوية تجاه الميم. أشار المعلقون أيضًا إلى أن انعدام الثقة المتزايد في الحكومة والنخبة لعب دورًا كبيرًا في شعبيتها أيضًا. أعرب غيت هير من ذا نيشن عن مخاوفه من أن يؤدي ذلك إلى أن تصبح الميم أداة مفيدة لتجنيد اليمين المتطرف؛ لكن آدم بولغر، في مقال مميز في بي تي أر توداي، رفض مخاوف هير وشجع الحزب الديمقراطي على احتضان الميم.
في مقال لمجلة ميل نُشر قبل وقت قصير من مقابلة فوكس نيوز، كتب مايلز كلي أن هناك العديد من العوامل التي أدت إلى ظهور الميم على الإنترنت؛ منها من هو مستاء بشدة بالإضافة إلى انعدام العدالة لضحايا إبستاين، وأوضح كذلك أن مشاركة ميم (إبستاين لم يقتل نفسه) كانت بمثابة عامل جذب كبير لإبقاء قصة إبشتاين في دائرة الأخبار. بدلًا من ذلك، جادلت الكاتبة آنا ميرلان بأن الميم تميل بمرور الوقت إلى التقليل من مخاوف ضحايا إبستاين. ومع ذلك، ذكرت أن جين دو التي زعمت في 19 نوفمبر 2019 علنًا أن جيفري إبستاين اغتصبها، كانت ترتدي سوارًا يحمل عبارة (إبستاين لم يقتل نفسه) في مؤتمر تابع لإحدى الصحف العامة ما يشير إلى إيمانها بالنظرية.